# أنتوني برينر
أنتوني برينر هو لاعب هوكي الجليد كندي، ولد في 28 نوفمبر 1959 في كالغاري في كندا.

## وصلات خارجية
- أنتوني برينر على موقع EliteProspects.com (الإنجليزية)
- أنتوني برينر على موقع HockeyDB.com (الإنجليزية)